# Barbapapa
Barbapapa é uma família de personagens criados em Paris pela arquiteta francesa Annete Tison e pelo professor americano Talus Taylor no início dos anos 1970.Segundo a autora, o termo "Barbapapa" é inspirado no francês para "algodão doce". Barbapapa, o personagem original, apareceu inicialmente no livro de mesmo nome. É um ser basicamente em forma de "joão-bobo" cor-de-rosa, mas capaz de moldar-se à forma dos mais variados objetos. Mais tarde, juntou-se a ele Barbamama e mais sete filhotes, cada qual dotado de uma cor e de uma habilidade específica, geralmente explicitada em seus nomes, sempre iniciados com "barba-", assim formando a família Barbapapa. 
Os personagens deram origem a uma longa sequência de livros infantis, onde os Barbapapas exploram suas habilidades pessoais e polimórficas para resolverem problemas e ajudarem as pessoas.
No Brasil, ficaram mais conhecidos pela série de animação com episódios curtos, exibida pela TV Globo, entre o final dos anos 70 e o início dos anos 80, nos programas Globo Cor Especial e Globinho, embora muitos livros de atividades, uma série de bonecos e até um disco com suas músicas tenham sido lançados no país com razoável sucesso.
A série de TV, uma co-produção da Países Baixos e Japão, de 1973, chegou a 45 episódios, exibidos em vários países. 
Em 1999, outra série animada chamada Barbapapa Around the World (バーバパパ 世界をまわる, Baabapapa Sekai wo Mawaru) foi produzida e exibida no Japão. Animada pelo Studio Pierrot e produzida pela Kodansha, a série retratava a família viajando para diferentes países ao redor do mundo. A série foi ao ar em mais de 50 episódios.
Em 2019, uma nova série animada, chamada Barbapapa: One Big Happy Family!, foi produzida pela Normaal Animation. Atualmente, é exibida na TF1 na França e na Yle TV2 na Finlândia. Em outros países, incluindo a Polônia, o programa é exibido na Nick Jr.. O programa foi escrito por Alice Taylor e Thomas Taylor.  Alice é filha de Tison e Taylor.

## Característica dos personagens
- Barbapapa: É o pai da família. Tem a cor rosa.
- Barbamama: A mãe da família. Tem a cor preta e sempre ostenta flores na cabeça, como todas as "garotas" da família.
- Barbabela: (Barbabelle,(em inglês)/(em francês)) A mais vaidosa, sempre preocupada com a aparência. Tem a cor lilás.
- Barbaclic: (Barbabright(em inglês)/Barbibul(em francês)) Extremamente curioso, gosta de ciências. É azul.
- Barbacuca: (Barbalib(em inglês)/Barbotine(em francês)) É estudiosa e gosta de livro. Tem a cor laranja.
- Barbalala: Gosta de música. Tem a cor verde.
- Barbaploc: (Barbabravo(em inglês)/Barbidur(em francês)) É o desportista da família e gosta de bancar o detetive. Tem a cor vermelha.
- Barbatinta: (Barbabeau(em inglês)/Barbouille(em francês)) Gosta de pintura. É preto e o único barbapapa com pêlos.
- Barbazoo: (Barbidou(em francês))É o amigo dos animais e plantas. Tem a cor amarela.

## Dubladores
- Sílvio Navas - Vários